# Vincent Duvivier
Le baron Vincent Marie Constantin Duvivier, né le 12 décembre 1774 à Mons et mort le 4 novembre 1851 à Mons, est un général belge.

## Biographie
D'une famille de la bourgeoisie montoise, Vincent Duvivier est le fils de Joseph-Maximilien Duvivier (1728-1796), médecin-pensionnaire de la ville de Mons, et de Marie-Thérèse-Joseph Naveau. Il est le frère du ministre Auguste Duvivier et du général Ignace Louis Duvivier.
Après ses études au collège de Mons, il s'enrôla dans le régiment des hussards de Jemmapes en 1793 et passa sous-lieutenant la même année.
Duvivier fit toutes les campagnes au sein des armées du Nord, de Sambre-et-Meuse, et, après la campagne de Hollande, est affecté à l'armée d'Italie sous le commandement du général Bonaparte. Il fait la campagne d'Italie est se distingue à la bataille de Montenotte, à la bataille de Rivoli et à la bataille de Castiglione, et atteint le grade de capitaine. Il se distingue durant la campagne de Syrie, reçoit un sabre d'honneur pour sa conduite et est promu chef d'escadron au 21e régiment de dragons.
Ayant reçu de nombreuses blessures en Égypte (dont une à la bataille d'Aboukir) en 1801, et durant les campagnes de 1803, 1804 et 1805 à la Grande Armée et de 1806 et 1807 en Allemagne et en Pologne, il dut prendre sa retraite en 1807. Mais, en 1812, Duvivier reprit du service en tant que lieutenant-colonel adjudant-major de la garde nationale.
À la suite de la chute de l'Empire, Vincent Duvivier passa colonel au service du royaume des Pays-Bas et fut nommé commandement de la place de Mons. Il y maintien l'ordre durant les événements de 1830, fut promu général par le gouvernement provisoire et maintenu dans ses fonctions de commandant de la place jusqu'en 1841. La ville de Mons lui donna un sabre d'honneur.
Il était officier de l'ordre de Léopold, de l'ordre de la Légion d'honneur et chevalier de 4e classe de l'ordre militaire de Guillaume. 

### Vie familiale
Vincent Duvivier était marié à Marie Thérèse de Thuin, fille de Louis Félix de Thuin, avocat à la cour de Mons, puis notaire, maire-adjoint de Mons, et de Marie Françoise Troye, et sœur de Désiré Dethuin. Il est le père de :
- Charles Duvivier (1812-1892), avocat, agent de la Banque nationale et de la Société générale de Belgique, lieutenant-colonel commandant de la Garde civique de Mons. Époux d'Hortense Robert de Saint-Symphorien, il est le père du baron Jules Duvivier (1858-1919), député permanent du Hainaut.
- Félix Duvivier (1814-1833)
- Rose Duvivier (1818-1874), épouse de Gabriel Lecreps
- Isabelle Duvivier (1823-1916), épouse du baron Charles Robert de Saint-Symphorien.

## Sources
- Biographie nationale, Volume 6, Académie royale de Belgique, 1878
- Saint-Maurice Cabany, Le nécrologe universel du XIXe siècle
- Charles Poplimont, La Belgique héraldique : recueil historique, chronologique, généalogique et biographique complet de toutes les maisons nobles reconnues de la Belgique, Volume 4, 1866
- Ressource relative à la vie publique :   - base Léonore
- Notice dans un dictionnaire ou une encyclopédie généraliste :   - Biographie nationale de Belgique